# Num Skull
Num Skull war eine US-amerikanische Thrash- und Death-Metal-Band aus Winthrop Harbor, Illinois, die im Jahr 1985 gegründet wurde und sich 1996 wieder trennte.

## Geschichte
Die Band wurde im Jahr 1985 gegründet. Ihr erstes Demo namens Num’s the Word erschien ein Jahr später im Jahr 1986. Im Jahr 1988 wurde das zweite Demo namens Thrash to the Bone veröffentlicht. Dies erregte die Aufmerksamkeit von Enigma Records, was zu einem Vertrag mit diesem Label führte. Später im selben Jahr nahm die Band ihr Debütalbum Ritually Abused auf. Probleme zwischen der Band und dem Management führten später jedoch dazu, dass sich die Band ihrem Label trennte.
Anfang 1991 veröffentlichte die Band eine Demokassette. Im Jahr 1995 wurde das Label Rage Records auf die Band aufmerksam, worüber die Split-Single Num Skull/Sea of Tranquillity veröffentlicht wurde. Im selben Jahr nahm die Band zwei Lieder für Growing Deaf Entertainment (Niederlande), die auf der Kompilation History of Things to Come enthalten waren. Im selben Jahr veröffentlichte die Band zudem ein weiteres Demo. Auf ihm waren die Lieder der Kompilation, das Lieder Split-Single sowie drei neue Lieder enthalten. Im Jahr 1996 begab sich die Band erneut ins Studio, um das Album When Suffering Comes aufzunehmen und es noch im selben Jahr über Defiled Records zu veröffentlichen. Dieses Album war das erste Album mit Paul Benigno als Sänger, Scott Creekmore als Schlagzeuger und Sänger, Mike Eisenhauer als Bassist und David Harrington und Tom Brandner als Gitarristen. Die Band löste sich noch im selben Jahr auf.

## Stil
Die Band spielt eine Mischung aus Thrash- und Death-Metal, wobei sie mit Bands wie Kreator und Sabbat verglichen wird. Die Musik wird als „die progressive Version des ersten Nuclear-Assault-Albums“ (“a progressive version of the first Nuclear Assault album”) beschrieben. Die Lieder weisen eine besondere Rhythmik auf, wobei dies mit den Werken von der Band Exhorder verglichen wird.

## Diskografie
- 1986: Num’s the Word (Demo, Eigenveröffentlichung)
- 1988: Thrash to the Bone (Demo, Eigenveröffentlichung)
- 1988: Ritually Abused (Album, Enigma Records)
- 1989: Demo 1989 (Demo, Eigenveröffentlichung)
- 1991: At the Foot of Brutality (Split-Album mit Masada, Disorder, Necromacy und Fring Squad, Avanzada Metallica)
- 1991: Future – Our Terror (Album, Eigenveröffentlichung)
- 1991: Promo ‘91 (Demo, Eigenveröffentlichung)
- 1995: Sea of Tranquillity / Num Skull (Split-Single mit Sea of Tranquility, Rage Records)
- 1995: Demo 1995 (Demo, Eigenveröffentlichung)
- 1995: History of Things to Come (Kompilation, Growing Deaf Entertainment) (Zwei Lieder steuerten Num Skull bei)
- 1996: When Suffering Comes (Album, Defiled Records)